# Barra rovesciata
La barra rovesciata (\), detta anche "inversa" o "retroversa" o "controbarra", è un segno tipografico largamente utilizzato in informatica; per brevità, anche in Italia si tende ad utilizzare il termine inglese backslash. Questo simbolo viene impiegato, ad esempio, nell'ambito dei sistemi operativi Microsoft come separatore tra i nomi delle directory nel percorso di un file.

## Nei linguaggi di programmazione
In alcuni ambiti (ad esempio nel linguaggio di programmazione C oppure in linguaggi di scripting come Bash), il backslash viene utilizzato come carattere di escape per sopprimere o modificare il significato del carattere seguente. Ad esempio, nel codice C che segue la combinazione di caratteri \n viene utilizzata per indicare il carattere di nuova riga:
```
 
printf
(
"%s
\n
"
,
 
somestring
);

```

Un altro utilizzo è quello di sopprimere il significato del carattere che segue il backslash: ad esempio per utilizzare i doppi apici " all'interno di una stringa senza che questi ne determino la fine. Ricercando con il comando grep una stringa con all'interno dei doppi apici si può procedere come segue per evitare che i doppi apici delimitino il fine stringa:
```
 
grep
 
"questa è una stringa con \"doppi apici\" da ricercare"
 
un_mio_file

```